# Stazione di Stansstad
La stazione di Stansstad è una stazione ferroviaria della linea Lucerna-Stans-Engelberg a servizio dell'omonimo comune del canton Nidvaldo.
Dal 2005 è gestita dalla Zentralbahn (ZB).

## Storia
L'impianto fu aperto al servizio pubblico nel 1964, quando fu attivato il tronco che collegava Stans, capitale del cantone, a Hergiswil, sulla ferrovia del Brünig. Sostituì la stazione di Stanstad Schiffsstation che fungeva da scalo lacuale della ferrovia Stans-Engelberg.

## Strutture e impianti

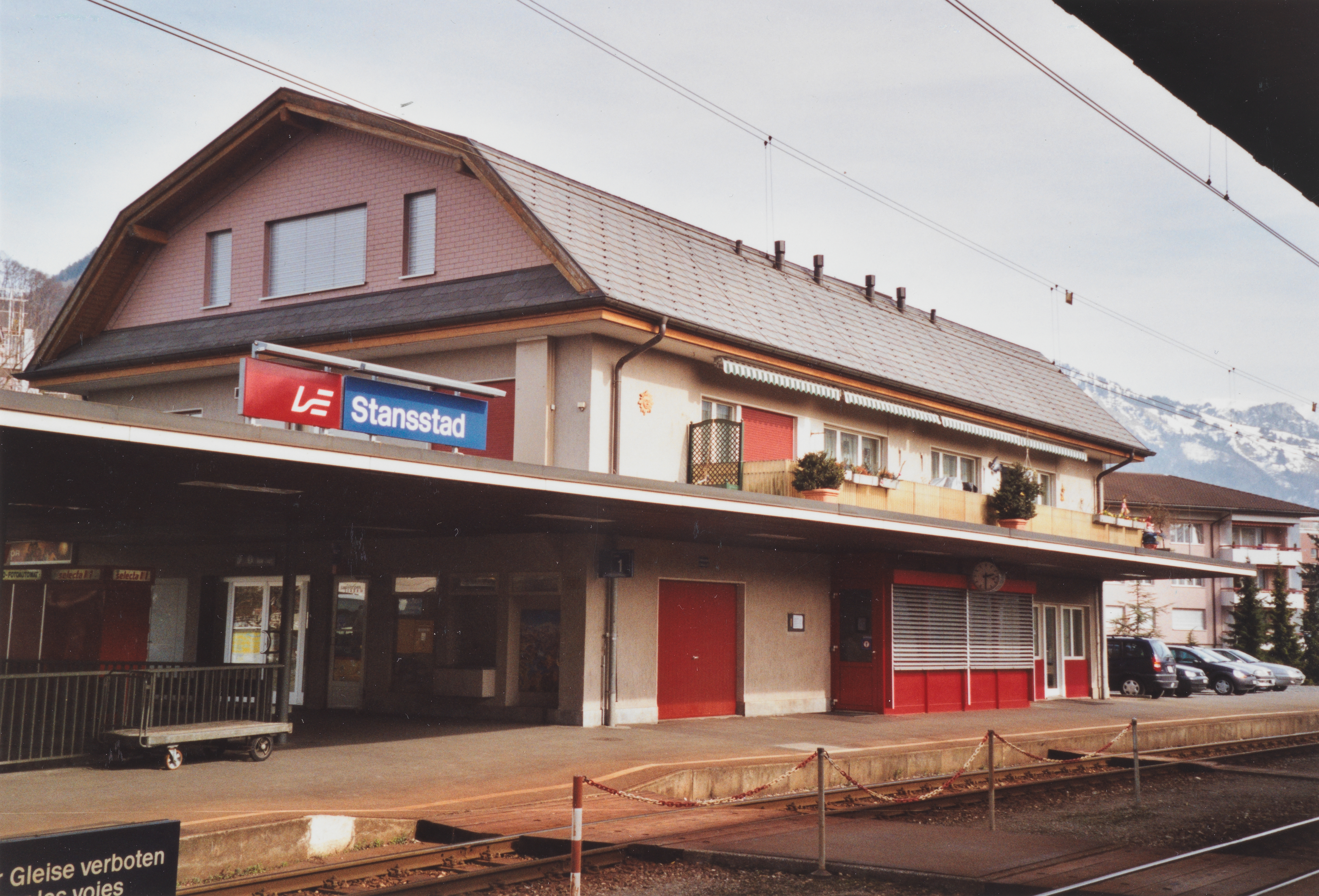
Il fabbricato viaggiatori

Il fabbricato viaggiatori è una costruzione in muratura, originariamente a due livelli: in tempi successivi è stata aggiunta una mansarda.
Il piazzale è composto da quattro binari in asse al fabbricato viaggiatori. Tre sono adibiti al servizio viaggiatori: oltre a quello di corretto tracciato, sono presenti due binari di raddoppio. L'accesso all'utenza è garantito da due banchine collegate fra loro da un sottopassaggio e dotate di pensilina.
Dal piazzale si dirama un raccordo verso lo scalo lacuale di Seerosenstrasse e verso il deposito sociale della ZB.

## Movimento

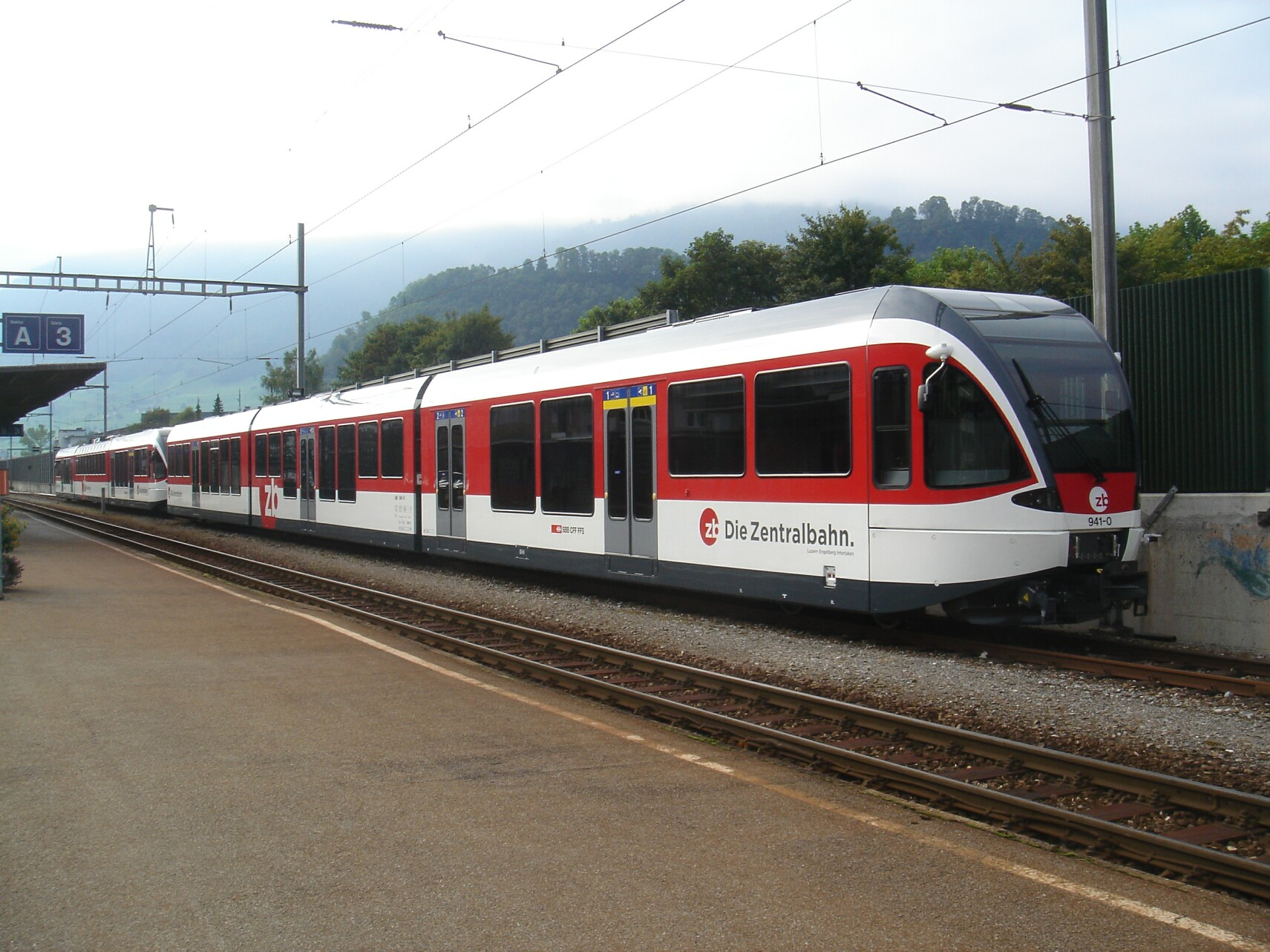
Coppia di automotrici articolate ZB in sosta sul quarto binario della stazione

La stazione è servita da due linee della rete celere di Lucerna:
- la S4 (Lucerna-Wolfenschiessen)
- la S44 (Lucerna-Stans)

## Servizi
- Biglietteria automatica
- Servizi igienici
- Negozi

## Interscambi
- Fermata autobus